# Los Angeles Clippers 2022-2023
Questa voce raccoglie le informazioni riguardanti i Los Angeles Clippers nella stagione NBA 2022-2023.

## Stagione
Quella del 2022-2023 è stata la 53ª stagione della franchigia, la 53ª nella NBA, la 45ª nella California meridionale e la 39ª a Los Angeles.

## Draft
| Giro | Scelta | Giocatore      | Ruolo  | Nazionalità | Università/Squadra  |
| ---- | ------ | -------------- | ------ | ----------- | ------------------- |
| 2    | 43     | Moussa Diabaté | Centro | Francia     | Michigan Wolverines |

Il Draft NBA 2022 si è tenuto il 23 giugno 2022. Ai Clippers spettava una scelta al secondo round.

## Roster
| \| Pos. \| Num. \| Naz. \| Nome \| Altezza \| Peso \| Data nascita \| Provenienza \| \| ----- \| ---- \| ---- \| -------------------- \| ------- \| ------ \| ------------ \| --------------------- \| \| AP/AG \| 33 \| \| Batum, Nicolas \| 203 cm \| 104 kg \| 14-12-1988 \| Francia \| \| G/AP \| 4 \| \| Boston, Brandon \| 198 cm \| 85 kg \| 28-11-2001 \| Kentucky \| \| G/AP \| 7 \| \| Coffey, Amir \| 201 cm \| 95 kg \| 17-06-1997 \| Minnesota \| \| AG \| 23 \| \| Covington, Robert \| 201 cm \| 95 kg \| 14-12-1990 \| Tennessee State \| \| C \| 25 \| \| Diabaté, Moussa (TW) \| 208 cm \| 95 kg \| 21-01-2002 \| Michigan \| \| AP \| 13 \| \| George, Paul \| 198 cm \| 100 kg \| 02-05-1990 \| Fresno State \| \| G \| 10 \| \| Gordon, Eric \| 193 cm \| 98 kg \| 25-12-1988 \| Indiana \| \| P/G \| 5 \| \| Hyland, Bones \| 188 cm \| 78 kg \| 14-09-2000 \| Virginia Commonwealth \| \| AP \| 2 \| \| Leonard, Kawhi \| 201 cm \| 102 kg \| 29-06-1991 \| San Diego State \| \| G/AP \| 14 \| \| Mann, Terance \| 196 cm \| 98 kg \| 18-10-1996 \| Florida State \| \| P \| 15 \| \| Moon, Xavier (TW) \| 188 cm \| 75 kg \| 02-01-1995 \| Morehead State \| \| AG \| 8 \| \| Morris, Marcus \| 206 cm \| 103 kg \| 02-09-1989 \| Kansas \| \| C \| 44 \| \| Plumlee, Mason \| 213 cm \| 115 kg \| 05-03-1990 \| Duke \| \| G \| 24 \| \| Powell, Norman \| 193 cm \| 98 kg \| 25-05-1993 \| UCLA \| \| P \| 17 \| \| Preston, Jason \| 191 cm \| 82 kg \| 10-08-1999 \| Ohio \| \| P \| 0 \| \| Westbrook, Russell \| 191 cm \| 91 kg \| 12-11-1988 \| UCLA \| \| C \| 40 \| \| Zubac, Ivica \| 213 cm \| 109 kg \| 18-03-1997 \| Croazia \| | Allenatore - Tyronn Lue Assistente/i - Jeremy Castleberry - Dan Craig (socio) - Larry Drew - Shaun Fein - Jay Larrañaga - Brendan O'Connor - Brian Shaw Legenda - (C) Capitano - (FA) Free agent - (S) Sospeso - (TW) Contratto Two-way - (GL) Assegnato a squadra G League affiliata - Infortunato Roster • Transazioni · Ultima transazione: 4 marzo 2023 |                        |                      |         |        |              |                       |
| Pos. | Num. | Naz.                   | Nome                 | Altezza | Peso   | Data nascita | Provenienza           |
| AP/AG | 33 | Francia (bandiera)     | Batum, Nicolas       | 203 cm  | 104 kg | 14-12-1988   | Francia               |
| G/AP | 4 | Stati Uniti (bandiera) | Boston, Brandon      | 198 cm  | 85 kg  | 28-11-2001   | Kentucky              |
| G/AP | 7 | Stati Uniti (bandiera) | Coffey, Amir         | 201 cm  | 95 kg  | 17-06-1997   | Minnesota             |
| AG | 23 | Stati Uniti (bandiera) | Covington, Robert    | 201 cm  | 95 kg  | 14-12-1990   | Tennessee State       |
| C | 25 | Francia (bandiera)     | Diabaté, Moussa (TW) | 208 cm  | 95 kg  | 21-01-2002   | Michigan              |
| AP | 13 | Stati Uniti (bandiera) | George, Paul         | 198 cm  | 100 kg | 02-05-1990   | Fresno State          |
| G | 10 | Stati Uniti (bandiera) | Gordon, Eric         | 193 cm  | 98 kg  | 25-12-1988   | Indiana               |
| P/G | 5 | Stati Uniti (bandiera) | Hyland, Bones        | 188 cm  | 78 kg  | 14-09-2000   | Virginia Commonwealth |
| AP | 2 | Stati Uniti (bandiera) | Leonard, Kawhi       | 201 cm  | 102 kg | 29-06-1991   | San Diego State       |
| G/AP | 14 | Stati Uniti (bandiera) | Mann, Terance        | 196 cm  | 98 kg  | 18-10-1996   | Florida State         |
| P | 15 | Stati Uniti (bandiera) | Moon, Xavier (TW)    | 188 cm  | 75 kg  | 02-01-1995   | Morehead State        |
| AG | 8 | Stati Uniti (bandiera) | Morris, Marcus       | 206 cm  | 103 kg | 02-09-1989   | Kansas                |
| C | 44 | Stati Uniti (bandiera) | Plumlee, Mason       | 213 cm  | 115 kg | 05-03-1990   | Duke                  |
| G | 24 | Stati Uniti (bandiera) | Powell, Norman       | 193 cm  | 98 kg  | 25-05-1993   | UCLA                  |
| P | 17 | Stati Uniti (bandiera) | Preston, Jason       | 191 cm  | 82 kg  | 10-08-1999   | Ohio                  |
| P | 0 | Stati Uniti (bandiera) | Westbrook, Russell   | 191 cm  | 91 kg  | 12-11-1988   | UCLA                  |
| C | 40 | Croazia (bandiera)     | Zubac, Ivica         | 213 cm  | 109 kg | 18-03-1997   | Croazia               |

## Uniformi
- Casa

| Association |

- Trasferta

| Icon |

- Alternativa

| Statemant |

- Alternativa

| City |

## Classifiche

### Pacific Division
| Pacific Division   | V  | S  | V%   | PR   | Casa  | Trasf | Div  | PG |
| ------------------ | -- | -- | ---- | ---- | ----- | ----- | ---- | -- |
| z – Phoenix Suns   | 64 | 18 | .780 | 0,0  | 32–9  | 32–9  | 10–6 | 82 |
| x – G.S. Warriors  | 53 | 29 | .646 | 11,0 | 31–10 | 22–19 | 12–4 | 82 |
| pi – L.A. Clippers | 42 | 40 | .512 | 22,0 | 25–16 | 17–24 | 9–7  | 82 |
| L.A. Lakers        | 33 | 49 | .402 | 31,0 | 21–20 | 12–29 | 3–13 | 82 |
| Sacramento Kings   | 30 | 52 | .366 | 34,0 | 16–25 | 14–27 | 6–10 | 82 |

### Western Conference
| Western Conference | Western Conference      | Western Conference | Western Conference | Western Conference | Western Conference | Western Conference |
| #                  | Squadra                 | V                  | S                  | V%                 | PR                 | PG                 |
| ------------------ | ----------------------- | ------------------ | ------------------ | ------------------ | ------------------ | ------------------ |
| 1                  | z – Phoenix Suns *      | 64                 | 18                 | .780               | –                  | 82                 |
| 2                  | y – Memphis Grizzlies * | 56                 | 26                 | .683               | 8,0                | 82                 |
| 3                  | x – G.S. Warriors       | 53                 | 29                 | .646               | 11,0               | 82                 |
| 4                  | x – Dallas Mavericks    | 52                 | 30                 | .634               | 12,0               | 82                 |
| 5                  | y – Utah Jazz *         | 49                 | 33                 | .598               | 15,0               | 82                 |
| 6                  | x – Denver Nuggets      | 48                 | 34                 | .585               | 16,0               | 82                 |
|                    |                         |                    |                    |                    |                    |                    |
| 7                  | x – Minnesota T'wolves  | 46                 | 36                 | .561               | 18,0               | 82                 |
| 8                  | pi – L.A. Clippers      | 42                 | 40                 | .512               | 22,0               | 82                 |
| 9                  | x – N.O. Pelicans       | 36                 | 46                 | .439               | 28,0               | 82                 |
| 10                 | pi – San Antonio Spurs  | 34                 | 48                 | .415               | 30,0               | 82                 |
|                    |                         |                    |                    |                    |                    |                    |
| 11                 | L.A. Lakers             | 33                 | 49                 | .402               | 31,0               | 82                 |
| 12                 | Sacramento Kings        | 30                 | 52                 | .366               | 34,0               | 82                 |
| 13                 | Portland T. Blazers     | 27                 | 55                 | .329               | 37,0               | 82                 |
| 14                 | Oklahoma Thunder        | 24                 | 58                 | .293               | 40,0               | 82                 |
| 15                 | Houston Rockets         | 20                 | 62                 | .244               | 44,0               | 82                 |

Note:
- z – Fattore campo per gli interi playoff
- c – Fattore campo per le finali di Conference
- y – Campione della division
- x – Qualificata ai playoff
- p – Qualificata ai play-in
- e – Eliminata dai playoff
- * – Leader della division

### Preseason
|  | Denota le partite vinte |
|  | Denota le partite perse |

### Regular season
|  | Denota le partite vinte |
|  | Denota le partite perse |

### Play-off
|  | Denota le partite vinte |
|  | Denota le partite perse |

## Mercato

### Scambi
| 9.2.2023 | L.A. Clippers Mason Plumlee | Charlotte Hornets Reggie Jackson Scelta del 2º giro Draft 2028 LAC Considerazioni in denaro                                          |
| 9.2.2023 | L.A. Clippers Eric Gordon (da Houston) Condizionale del 2º giro Draft 2024 (da Memphis) TOR del 2º giro Draft 2024 (da Memphis) MEM del 2º giro Draft 2027 (da Memphis)                       | Houston Rockets John Wall (da Los Angeles) Danny Green (da Mmephis) Diritto allo scambio del 1º giro Draft 2023 (da Los Angeles)     |
| 9.2.2023 | Memphis Grizzlies Luke Kennard (da Los Angeles) Diritto allo scambio del 2º giro Draft 2026 (da Los Angeles)                                                                                  | |
| 9.2.2023 | L.A. Clippers Bones Hyland (da Denver) | Denver Nuggets Thomas Bryant (da LA Lakers)                                                                                          |
| 9.2.2023 | L.A. Lakers Mo Bamba (da Orlando) Davon Reed (da Denver) Scelta del 2º giro (da Denver) Scelta del 2º giro Draft 2024 LAC (da LA Clippers) Scelta del 2º giro Draft 2025 LAC (da LA Clippers) | Denver Nuggets Patrick Beverley (da LA Lakers) Scelta del 2º giro Draft 2024 DEN (da Denver) Considerazioni in denaro (da LA Lakers) |

### Free Agency

#### Rinnovi
| Data                           | Giocatore     | Ref.  |
| ------------------------------ | ------------- | ----- |
| 6.7.2022                       | Nicolas Batum | [ 2 ] |
| 6.7.2022                       | Amir Coffey   | [ 3 ] |
| 9.7.2022 (Exhibit 10 contract) | Xavier Moon   | [ 4 ] |
| 9.7.2022 (Exhibit 10 contract) | Jay Scrubb    | [ 4 ] |

#### Acquisti
| Data                           | Giocatore         | Provenienza         | Ref.  |
| ------------------------------ | ----------------- | ------------------- | ----- |
| 8.7.2022                       | John Wall         | Houston Rockets     | [ 5 ] |
| 9.7.2022 (Exhibit 10 contract) | Moses Brown       | Cleveland Cavaliers | [ 4 ] |
| 17.2.2023 (Two-Way contract)   | Nate Darling      | Ontario Clippers    | [ 6 ] |
| 21.2.2023 (Two-Way contract)   | Keaton Wallace    | Ontario Clippers    |       |
| 22.2.2023                      | Russell Westbrook | Utah Jazz           |       |
| 1.3.2023 (Two-Way contract)    | Xavier Moon       | Ontario Clippers    |       |

#### Cessioni
| Giocatore          | Motivo     | Nuova squadra(e)        | Ref.   |
| ------------------ | ---------- | ----------------------- | ------ |
| Isaiah Hartenstein | Free Agent | N.Y. Knicks             | [ 7 ]  |
| Jay Scrubb         | Rilasciato | Lakeland Magic          | [ 8 ]  |
| Xavier Moon        | Rilasciato | Ontario Clippers        | [ 9 ]  |
| Rodney Hood        | Free Agent | NBPA Top 100 Camp Coach |        |
| Moses Brown        | Rilasciato | Westch. Knicks          | [ 10 ] |
| Nate Darling       | Rilasciato | Ontario Clippers        |        |
| Keaton Wallace     | Rilasciato | Ontario Clippers        |        |